# J'évite le soleil
 (février 2023).
Si vous disposez d'ouvrages ou d'articles de référence ou si vous connaissez des sites web de qualité traitant du thème abordé ici, merci de compléter l'article en donnant les références utiles à sa vérifiabilité et en les liant à la section « Notes et références ».
Albums de Daran et les chaises
Huit barré
J'évite le soleil est le premier album de Daran et les chaises, sorti le 7 septembre 1992. Réalisé par Antoine Essertier, ce premier album de l'artiste découvert par Philippe Poustis, alors directeur artistique de WEA Music (Warner Music France) sera porté par le single l'Aquarium.

## Titres
1. En écoutant Johnny Diesel
2. Y'a des chaises pour s'asseoir
3. Dieu nous regarde
4. Strict nécessaire
5. Aquarium
6. Point de suture
7. Le train bleu
8. J'évite le soleil
9. Couvert de poussière
10. Tous ces gens qui s'aiment